# بابی مک‌فارلین
بابی مک‌فارلین (انگلیسی: Bobby McFarlane; ۱۲ اکتبر ۱۹۱۳ – ۱۹۷۱ (۵۷−۵۸ سال)) بازیکن فوتبال اهل بریتانیا بود.
از باشگاه‌هایی که در آن بازی کرده‌است می‌توان به باشگاه فوتبال آرسنال، باشگاه فوتبال بوستون یونایتد، و باشگاه فوتبال دونکستر راورز اشاره کرد.